# Список политических партий Сан-Томе и Принсипи
Список политических партий Сан-Томе и Принсипи — неполный список политических партий этого государства. В начале 2007 года 14 политических партий были официально зарегистрированы.
В данный момент в Национальной ассамблее Сан-Томе и Принсипи представлено четыре партии.

## Парламентские партии
- Независимое демократическое действие
- Движение за освобождение Сан-Томе и Принсипи / Социал-демократическая партия
- Партия демократической конвергенции — группа отражения
- Демократический союз гражданского развития[2]

## Непарламентские партии
- Либерально-демократический порядок[3]
- Демократическое движение сил перемен - Либеральная партия
- Христианско-демократический фронт
- Рабочая партия Сан-Томе
- Партия демократического возрождения
- Национальный союз за демократию и прогресс
- Демократическая коалиция оппозиции
- Народная партия прогресса
- Партия социального возрождения
- Национальная платформа развития[4]
- Партия стабильности и социального прогресса[5]

## Партии, прекратившие существование
- Независимый демократический союз Сан-Томе и Принсипи
- Национальные демократические действия в Сан-Томе и Принсипи
- Национальный фронт сопротивления Сан-Томе и Принсипи
- Национальный фронт сопротивления Сан-Томе и Принсипи (Обновленный)
- Надежда поколения
- Социально-либеральная партия
- Коалиция Uê Kédadji